# Kleinregion Taffa-Thaya-Wild
Die Kleinregion Thaya-Taffa-Wild (Kleinregion TTW) ist die freiwillige Kooperation von neun Gemeinden des nördlichen Bezirks Horn in Niederösterreich in den Bereichen Daseinsvorsorge, Bürgerservice und Raumentwicklung. Kleinregionen in Niederösterreich werden durch die Niederösterreichische Landesregierung als Instrument der ländlichen Entwicklung und Raumplanung gefördert.

## Mitgliedsgemeinden
Der Kleinregion Thaya-Taffa-Wild gehören folgende Gemeinden als Mitglieder an:
- Gemeinde Brunn an der Wild
- Stadtgemeinde Drosendorf-Zissersdorf
- Stadtgemeinde Geras
- Marktgemeinde Irnfritz-Messern
- Marktgemeinde Japons
- Marktgemeinde Langau
- Marktgemeinde Pernegg
- Gemeinde St. Bernhard-Frauenhofen
- Marktgemeinde Weitersfeld

Die 2001 unter dem Namen „Waldviertler Wohlviertel“ gegründete und 2007 in Kleinregion Thaya-Taffa-Wild umbenannte Kleinregion wird von einem Verein getragen, dessen Vorstand die Bürgermeister sowie Stadt- und Gemeinderäte aus den Mitgliedsgemeinden bilden.

## Projekte
Im Mittelpunkt der Kleinregion stehen unter dem Motto „Wohlfühlen!“ die Stärkung des sanften Tourismus, die Verbesserung der Naherholungsmöglichkeiten und die Schaffung einer regionalen Identität. Außerdem fördert die Kleinregion die Vernetzung von Landwirtschaft, Gastronomie und Handel und initiiert Kooperationsprojekte in den Bereichen Kindergarten, Schule, Landschaftspflege und Verwaltung zwischen den Mitgliedsgemeinden.